# Мохамед Заглул
Мохамед Заглул (нар. 31 серпня 1993) — єгипетський борець вільного та греко-римського стилів, дворазовий чемпіон та срібний призер чемпіонатів Африки з вільної боротьби, срібний призер чемпіонату Африки з греко-римської боротьби, чемпіон Африканських ігор з вільної боротьби, учасник Олімпійських ігор у змаганнях з вільної боротьби.

## Біографія
Боротьбою почав займатися з 2000 року. У 2011 став віце-чемпіоном Африки з вільної боротьби серед юніорів. Від самого початку тренується під керівництвом Махмуда Ель-Вашахі. Виступає за армійський борцівський клуб з Александрії.

## Спортивні результати на міжнародних змаганнях
За замовчуванням маються на увазі турніри з вільної боротьби. Спеціально відмічена участь у турнірах з греко-римської боротьби.

### Виступи на Олімпіадах
| Змагання                    | Збірна | Вагова категорія | Місце |
| --------------------------- | ------ | ---------------- | ----- |
| Літні Олімпійські ігри 2016 | Єгипет | 86 кг            | 17    |

### Виступи на Чемпіонатах світу
| Змагання                        | Збірна | Вагова категорія | Місце |
| ------------------------------- | ------ | ---------------- | ----- |
| Чемпіонат світу з боротьби 2014 | Єгипет | 86 кг            | 21    |

### Виступи на Чемпіонатах Африки
| Змагання                         | Збірна | Вагова категорія              | Місце  |
| -------------------------------- | ------ | ----------------------------- | ------ |
| Чемпіонат Африки з боротьби 2014 | Єгипет | вільна боротьба, 86 кг        | Золото |
| Чемпіонат Африки з боротьби 2014 | Єгипет | греко-римська боротьба, 85 кг | Срібло |
| Чемпіонат Африки з боротьби 2015 | Єгипет | 86 кг                         | Золото |
| Чемпіонат Африки з боротьби 2016 | Єгипет | 86 кг                         | Срібло |

### Виступи на Африканських іграх
| Змагання              | Збірна | Вагова категорія | Місце  |
| --------------------- | ------ | ---------------- | ------ |
| Африканські ігри 2015 | Єгипет | 86 кг            | Золото |

### Виступи на інших змаганнях
| Змагання                                                            | Збірна | Вагова категорія | Місце  |
| ------------------------------------------------------------------- | ------ | ---------------- | ------ |
| Арабський чемпіонат з боротьби 2012                                 | Єгипет | 74 кг            | Срібло |
| Літня Універсіада 2013                                              | Єгипет | 84 кг            | 17     |
| Турнір Ібрагіма Мустафи 2013                                        | Єгипет | 84 кг            | Золото |
| Турнір Дана Колова — Николи Петрова 2014                            | Єгипет | 86 кг            | 7      |
| Кубок Тахті 2015                                                    | Єгипет | 86 кг            | 8      |
| Турнір Дана Колова — Николи Петрова 2015                            | Єгипет | 86 кг            | Бронза |
| Турнір Ібрагіма Мустафи 2015 (греко-римська боротьба)               | Єгипет | 98 кг            | Золото |
| Турнір Ібрагіма Мустафи 2015 (вільна боротьба)                      | Єгипет | 97 кг            | Золото |
| Олімпійський кваліфікаційний турнір з вільної боротьби 2016 (Алжир) | Єгипет | 86 кг            | Золото |
| Гран-прі Німеччини з боротьби 2016                                  | Єгипет | 86 кг            | 13     |
| Гран-прі Іспанії з боротьби 2016                                    | Єгипет | 130 кг           | Бронза |